# 韦克斯勒环形山

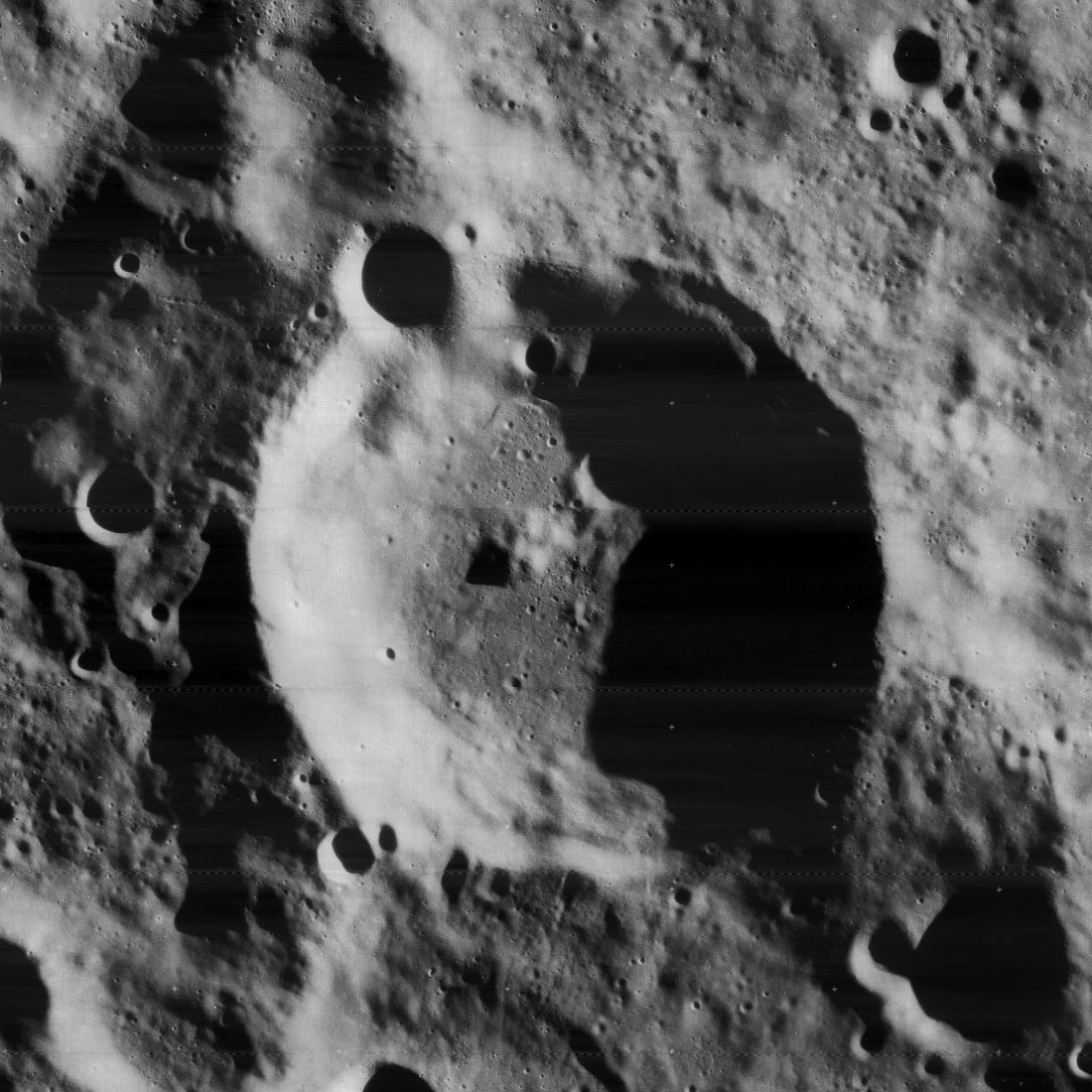
月球轨道器4号拍摄的图像

韦克斯勒环形山（Wexler）是位于月球正面南半部的一座大撞击坑，约形成于38.5-38亿年前的早雨海世，其名称取自美国气象学家哈里·韦克斯勒（1911年-1962年)，1970年被国际天文学联合会正式接受。

## 描述
该陨坑西北毗邻古老的吉尔环形山、往南面约100公里处坐落了醒目的黑尔环形山，已磨损的诺伊迈尔环形山则位于它的西南偏西方
。该陨坑中心月面坐标为68°53′S 90°43′E / 68.88°S 90.71°E，直径52.44公里，深约2.38公里。
韦克斯勒环形山外观轮廓呈多边形状，与较年轻的吉尔环形山比，其坑壁已明显磨损、钝化，但仍保留了大部分的原始结构，沿内壁面分布有阶坡状结构痕迹。西北侧坑壁上横跨了一座小陨坑外，西南段坑沿上也重叠着一对更小的孪生坑，其余部分边缘则未见有明显的撞击痕迹。韦克斯勒环形山坑壁最大高出周边地形1150米，坑内容积约有2539.85立方千米，坑底表面较为平坦，中心点略偏西北处坐落了一座高约1390米的中央峰，而它的东北方分布着一座小残迹坑。
在韦克斯勒环形山北面和东侧相隔不到25公里左右的月表上，分布着一道宽阔的裂谷，其狭窄的一端位于韦克斯勒环形山的东面，在折向西北至陨坑北面前，几乎循着一条笔直的路线，向东北方逐惭延伸变宽。

## 卫星陨石坑
按惯例，最靠近韦克斯勒环形的卫星坑将在月图上以字母标注在它的中心点旁边。

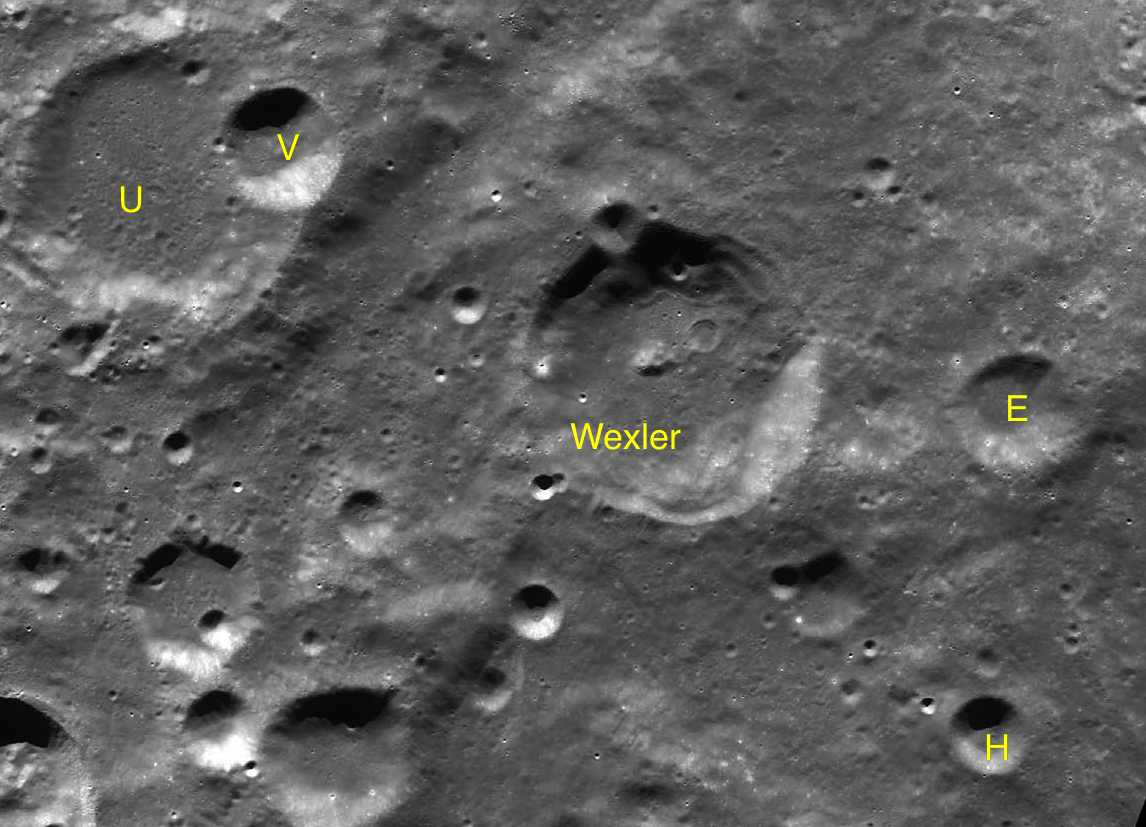
LAC-139 区域图

| 韦克斯勒 | 纬度     | 经度     | 直径     |
| -------- | -------- | -------- | -------- |
| E        | 68.61° S | 96.00° E | 21.2公里 |
| H        | 70.41° S | 97.17° E | 13.8公里 |
| U        | 68.28° S | 82.43° E | 49.8公里 |
| V        | 67.97° S | 84.20° E | 20.6公里 |

## 另请参阅
- Andersson, L. E.; Whitaker, E. A. . NASA RP-1097. 1982.
- Blue, Jennifer. . USGS. July 25, 2007  [2007-08-05]. （原始内容存档于2018-12-25）.
- Bussey, B.; Spudis, P. . New York: Cambridge University Press. 2004. ISBN 978-0-521-81528-4.
- Cocks, Elijah E.; Cocks, Josiah C. . Tudor Publishers. 1995. ISBN 978-0-936389-27-1.
- McDowell, Jonathan. . Jonathan's Space Report. July 15, 2007  [2007-10-24]. （原始内容存档于2018-12-25）.
- Menzel, D. H.; Minnaert, M.; Levin, B.; Dollfus, A.; Bell, B. . Space Science Reviews. 1971, 12 (2): 136–186. Bibcode:1971SSRv...12..136M. doi:10.1007/BF00171763.
- Moore, Patrick. . Sterling Publishing Co. 2001. ISBN 978-0-304-35469-6.
- Price, Fred W. . Cambridge University Press. 1988. ISBN 978-0-521-33500-3.
- Rükl, Antonín. . Kalmbach Books. 1990. ISBN 978-0-913135-17-4.
- Webb, Rev. T. W.  6th revised. Dover. 1962. ISBN 978-0-486-20917-3.
- Whitaker, Ewen A. . Cambridge University Press. 1999. ISBN 978-0-521-62248-6.
- Wlasuk, Peter T. . Springer. 2000. ISBN 978-1-85233-193-1.